# Bash at the Beach 1997
Bash at the Beach 1997 fu un evento in pay per view di wrestling prodotto dalla World Championship Wrestling; si svolse il 13 luglio 1997 presso l'Ocean Center di Daytona Beach, Florida.

## Descrizione
Il primo match del pay-per-view vide Mortis & Wrath sconfiggere Glacier & Ernest Miller.
Il secondo match fu per il titolo WCW Cruiserweight Championship. Chris Jericho difese la cintura battendo Último Dragón dopo aver ribaltato una hurricanranna in un rollup.
Nell'incontro successivo gli Steiner Brothers (Rick Steiner & Scott Steiner) sconfissero The Great Muta & Masahiro Chono, diventando così i primi contendenti al titolo WCW World Tag Team Championship.
In un six-men tag match, Juventud Guerrera, Héctor Garza & Lizmark Jr. sconfissero La Parka, Psychosis & Villano IV. Villano V cercò di scambiarsi di posto con Villano IV durante il match, ma fu immediatamente colpito da Garza, che poi schienò Villano V per la vittoria.
Il match seguente fu un no disqualification retirement match tra Chris Benoit e The Taskmaster. Jacqueline, che aveva accompagnato Taskmaster, ebbe una lite con lui durante il match, e gli fracassò una sedia di legno in testa. Benoit sfruttò l'opportunità e colpi l'avversario con una testata volante dal paletto del ring, aggiudicandosi poi la vittoria.
Jeff Jarrett difese il titolo WCW United States Heavyweight Championship contro Steve McMichael. Durante il match, la moglie di Steve, Queen Debra McMichael, si rivoltò contro di lui e passò una valigetta di metallo a Jarrett. Poi distrasse l'arbitro mentre Jarrett la usò come arma per colpire Steve.
Il prossimo incontro in programma doveva essere Randy Savage & Scott Hall contro Diamond Dallas Page e un "partner misterioso". Prima del match, Page annunciò che il suo partner era Curt Hennig, al debutto in WCW. Verso la fine dell'incontro, quando Hennig salì sulle corde, Page lo colpì per sbaglio, facendo cadere Hennig fuori dal ring. In risposta, Hennig aggredì Page alle spalle colpendolo alla nuca, e poi se ne andò. Questo permise a Hall & Savage di conquistare la vittoria.
Nel penultimo match, Roddy Piper sconfisse Ric Flair per sottomissione. Durante il match sia Benoit sia McMichael cercarono di interferire nel match ma furono entrambi espulsi dall'arbitro  Mark Curtis. Piper alla fine imprigionò Flair nella sua presa Sleeper hold.
Il main event dello show fu il tag team match che vide contrapposti Lex Luger & The Giant contro i membri dell'nWo Hollywood Hogan e Dennis Rodman. Luger e Giant uscirono vittoriosi dal match quando Hogan cedette per dolore mentre era imprigionato nella presa di sottomissione Torture Rack di Luger.

## Risultati
| N. | Match | Stipulazione                                                                               | Durata |
| -- | --- | ------------------------------------------------------------------------------------------ | ------ |
| 1  | Mortis e Wrath (James Vandenberg) hanno sconfitto Glacier ed Ernest Miller                                           | Tag team match                                                                             | 09:47  |
| 2  | Chris Jericho (c) ha sconfitto Ultimate Dragon                                                                       | Single match per il WCW Cruiserweight Championship                                         | 12:55  |
| 3  | The Steiner Brothers hanno sconfitto The Great Muta e Masahiro Chono                                                 | Tag team match per determinare i contendente numeri uno ai WCW World Tag Team Championship | 10:37  |
| 4  | Juventud Guerrera, Héctor Garza e Lizmark, Jr. hanno sconfitto La Parka, Psychosis e Villano IV                      | Six-man tag team match                                                                     | 10:08  |
| 5  | Chris Benoit ha sconfitto The Taskmaster (con Jacqueline)                                                            | Retirement match                                                                           | 13:10  |
| 6  | Jeff Jarrett (c) ha sconfitto Steve McMichael (con Queen Debra McMichael)                                            | Single match per il WCW United States Heavyweight Championship                             | 06:56  |
| 7  | Scott Hall e Randy Savage (con Miss Elizabeth) hanno sconfitto Diamond Dallas Page e Curt Hennig (con Kimberly Page) | Tag team match                                                                             | 09:35  |
| 8  | Roddy Piper ha sconfitto Ric Flair per KO tecnico                                                                    | Single match                                                                               | 13:26  |
| 9  | Lex Luger e The Giant hanno sconfitto Hollywood Hogan e Dennis Rodman (con Randy Savage)                             | Tag team match                                                                             | 22:30  |

Altre personalità presenti
| Ruolo          | Nome:                |
| -------------- | -------------------- |
| Commentatori   | Bobby Heenan         |
| Commentatori   | Dusty Rhodes         |
| Commentatori   | Tony Schiavone       |
| Commentatori   | Mike Tenay           |
| Arbitri        | Brian Hildebrand     |
| Arbitri        | Nick Patrick         |
| Intervistatori | "Mean" Gene Okerlund |
| Annunciatori   | David Penzer         |